# Fides (mythologie)
Fides (Latijn: Trouw) was de goddelijke personificatie van de loyaliteit.

## Tempels en eredienst

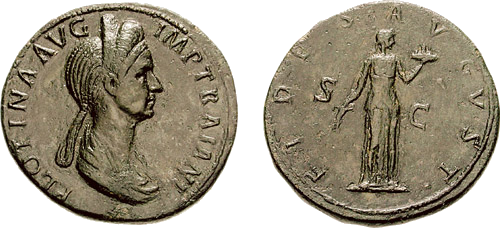
Een sestertius met aan de voorzijde een buste van Pompeia Plotina en de legende PLOTINA AVG IMP TRAIANI en aan de keerzijde Fides met in haar ene hand korenaren en in haar andere hand een mand met fruit met de legende FIDES AVGVST en S C in het veld (ca. 112).

Zij had te Rome verscheidene tempels, waarvan de eerste haar door koning Numa Pompilius was gewijd. Deze Tempel van Fides stond naast de Tempel van Jupiter Optimus Maximus op de Capitolijnse Heuvel, zodat zij als het ware onder de onmiddellijke hoede van den koning van hemel en aarde werd gesteld. Hier bewaarde de senaat de vredesverdragen met andere volkeren, want Fides werd geacht ervoor te zorgen dat deze verdragen werden nageleefd. Zij heette ook de zuster van Iustitia te zijn, de personificatie van de rechtvaardigheid. Bij de plechtigheden, waarbij haar eer werd bewezen, omwonden de priesters hoofd en handen met witte doeken.
Ze werd ook vaak aangeroepen onder de naam Fides Publica Populi Romani, oftewel "Loyaliteit aan de Romeinse staat". Ten tijde van het principaat zou ze ook worden voorgesteld als Fides August(i), oftewel "Loyaliteit aan Augustus (d.i. de princeps), en zou een belangrijke rol blijven spelen in de keizersideologie.

## Voorstelling en attributen
Zij wordt gewoonlijk voorgesteld als een waardige en ernstige vrouw. Op haar hoofd draagt ze een krans van olijf- of laurierbladeren, in de hand heeft ze een mand met vruchten of ook wel korenaren. Als haar symbool beschouwde men twee in elkaar gelegde handen.

## Trivia
- Fides leeft nu nog voort in de populaire hondennaam "Fido".

## Antieke bronnen
- Publius Vergilius Maro, Aeneis I 292.
- Marcus Terentius Varro Reatinus, De lingua Latina V 74.
- Quintus Horatius Flaccus, Carmina I 35.21.
- Marcus Tullius Cicero, De officiis III 104.
- Sextus Pompeius Festus, De verborum significatione 269.